# Grzegorz Żygoń
Grzegorz „Szaman” Żygoń (ur. 9 czerwca 1987 w Jastrzębiu-Zdroju) – polski wokalista, producent, menadżer, autor tekstów i muzyki. Współtwórca zespołów Rest In Pain, Symetria i Ziemia Zakazana. Prowadzi solową działalność związaną z produkcją i tworzeniem muzyki. W 2011 jego firma SR Records wprowadziła na rynek płytę „Symetria – Niewolnicy Wolności”.

## Życiorys
Debiutował na Festiwalu Piosenki Francuskiej w Gliwicach (2003), zajmując trzecie miejsce. Wraz z zespołem Symetria nagrał cover „Zegarmistrz światła” przeboju Tadeusza Woźniaka. W 2012 w publicznej TV został wyemitowany występ w popularnym programie „Must Be The Music – Tylko Muzyka”, który spopularyzował muzykę zespołu, a jego głos został doceniony przez Elżbietę Zapendowską.
2005–2012 Symetria
Zespół wydał dwie płyty: Primodium (Rockers Publishing / 2009) i Niewolnicy Wolności (SR Records / Rockers Publishing / 2011).
Muzykę zespołu określa się jako połączenie Art Rocka, Rocka i Rock and rolla.
Do 2012 zespół zagrał prawie dwieście koncertów na terenie kraju. Wylansował kilka undergroundowych przebojów m.in. Taniec z diabłem, Narkoman, zagrał kilka wyprzedanych tras koncertowych m.in. Party n'Roll Tour czy Niewolnicy Wolności na terenie Polski. Rozgłos zespołowi dało dwukrotnie wygranie głosowania publiczności 3 edycji polsatowskiego programu „Must Be The Music”. Druga płyta zespołu pt. „Niewolnicy Wolności” wydana przez wytwórnię SR Records (założoną przez Grzegorza Żygoń) odniosła na polskim rynku muzycznym duży sukces fonograficzny.
11 lipca 2012 wraz z zespołem Symetria wystąpił jako support legendarnej grupy Guns N’ Roses w Rybniku. Pod koniec koncertu członkowie grupy ogłosili zgromadzonej, wielotysięcznej publiczności że zespół Symetria przestaje istnieć. Oficjalną przyczyną rozpadu były konflikty wewnątrz zespołu.
2013–2015 Ziemia Zakazana
15 marca 2013 stworzył Ziemię Zakazaną. Zespół w krótkim czasie rozpoczął koncertowanie na terenie kraju i za granicą. Zagrał wiele koncertów m. in support na trasie „Imperium” zespołu Hunter. Otworzyli festiwal Metalfest 2013 na scenie Antyradia. Zostali zaproszeni na WOŚP 2014 do miasta Hull w Anglii. Kapela debiutowała albumem „Nieśmiertelność” (2015).
Do wyróżnień i nagród muzycznych wlicza się szereg przeglądów i festiwali w tym pierwsze miejsce o koncert w hali IndigO2 Arena w Londynie – statuetka odebrana z rąk Kasi Kowalskiej, zespół wystąpił obok Lady Pank.
2016 Szaman
Z początkiem roku 2016 wraz z Kacprem „Betonem” Brzeskotem opuścił Ziemię Zakazaną i pod własnym szyldem (ShamanRec) wydał solowy minialbum „Myśli Złe”, a także singiel radiowy „Nadzieja”.

## Dyskografia
| Premiera   | Nazwa płyty & Utwory |
| ---------- | --- |
| 2016-01-01 | Szaman – Myśli złe (2015, Extended Play) 1. Myśli złe 2. Iluzja 3. Blizny 4. Myśli złe (Radio Edit) 5. Taka piosenka (Cover) 6. Blizny instrumentalnie                                                                                              |
| 2015-04-14 | Ziemia Zakazana – Nieśmiertelność (2015, Fonografika) 1. Bezimienni 2. Modlitwa 3. Inny 4. Życie 5. Dla was piekło 6. System wasz 7. Poza ciałem 8. Pseudobraciom 9. Krucjata 10. Out Fall 11. Gdzie jest mój raj 12. Autor słów                    |
| 2011-10-10 | Symetria – Niewolnicy Wolności (2011, SR Records/Rockers Publishing) 1. Życie Chwilą Jest 2. Taniec z Diabłem 3. Prometerium 4. Narkoman 5. Niewolnicy Wolności 6. Upiór Samotności 7. Skrzydła 8. Dziś Świat 9. Niewolnicy 10. Zegarmistrz Światła |

1. Ziemia Zakazana – EP 13' (2014)
2. Symetria – Primodium (2009)
3. Symetria – Extended Play (2006)

## Teledyski
1. Szaman – Dziewczyna o perłowych włosach
2. Szaman – Nadzieja
3. Szaman – Myśli złe
4. Ziemia Zakazana – Inny
5. Ziemia Zakazana – Dla Was piekło
6. Ziemia Zakazana – System Wasz
7. Ziemia Zakazana – Poza Ciałem
8. Ziemia Zakazana – Bezimienni
9. Symetria – Droga
10. Symetria – Anioł
11. Symetria – Życie chwilą jest
12. Symetria – Taniec z diabłem